# 埃利根河
埃利根河是俄羅斯的河流，屬於科雷馬河的左支流，河道全長119公里，流域面積約1,900平方公里，河水主要來自融雪和雨水，每年十月至翌年五月結冰。